# Beatriz Argimón
Beatriz Argimón Cedeira (ur. 14 sierpnia 1961 w Montevideo) – urugwajska polityczka. Od 2020 jest 18. wiceprezydentką Urugwaju, pełni również funkcję Przewodniczącej Senatu Urugwaju. 

## Życiorys
Beatriz Argimón urodziła się w Montevideo 14 sierpnia 1961 jako córka Juana Carlosa Argimóna, urzędnika państwowego i Maríi Esther Cedeira. Uczęszczała do Szkoły Podstawowej nr 8 República de Haití w Montevideo, a później do średniej Szkoły Krajowej José Pedro Varela.
W 1989 ukończyła studia na Uniwersytecie Republiki – jako notariusz. Studiowała także prawa człowieka i prawo rodzinne. W czasie studiów rozpoczęła karierę na stanowisku administratora w Krajowej Administracji Państwowych Zakładów Sanitarnych. 
W latach 2015–2017 Beatriz Argimón była prezeską Centrum Studiów i Szkoleń Josefa Oribe. Następnie wraz z Maríą Noel Álvarez i Claudią Calace rozpoczęła prowadzenie programu telewizji kablowej Diseñarte na Canal 5, którego celem jest promocja produktów wytwarzanych w kraju.

## Kariera polityczna
W wieku 17 lat rozpoczęła działalność polityczną. Za rządów Luisa Alberto Lacalle’a pełniła funkcję szefowej Narodowego Instytutu Nieletnich. W prawyborach prezydenckich w 2014 poparła Luisa Lacalle Pou, będąc jednym z jego zastępców w Senacie. 16 kwietnia 2018 objęła urząd przewodniczącej Partii Narodowej, będąc pierwszą kobietą na tym stanowisku. Funkcję sprawowała do marca 2020, czyli do momentu objęcia stanowiska wiceprezydentki. 
W prawyborach prezydenckich w 2019 Luis Lacalle Pou zdobył 53% głosów i mianował Argimón kandydatką na wiceprezydentkę w październikowych wyborach. 
1 marca 2020 Beatriz Argimón objęła urząd wiceprezydentki Urugwaju. 30 listopada w swoim pierwszym przemówieniu jako wiceprezydentka elektka Argimón potwierdziła swoje zaangażowanie w walkę o równość płci. 

## Życie prywatne
W wieku 23 lat wyszła za mąż. W 1986 się jej pierwsza córka María Belén. Parę lat później Beatriz rozwiodła się. Z drugiego małżeństwa ma syna Juana. W 2009 po raz trzeci wyszła za mąż za prawnika Jorge Fernándeza Reyesa. 